# Mitostoma chrysomelas
Mitostoma chrysomelas is een hooiwagen uit de familie aardhooiwagens (Nemastomatidae). 
De originele naamcombinatie (protoniem) was Phalangium chrysomelas Hermann 1804. Een volgende naamrecombinatie werd gepubliceerd als
Nemastoma chrysomelas (Hermann 1804) in C.L. Koch 1839, dan latera Mitostoma chrysomelas (Hermann 1804) in Roewer 1951 (zie ook Cîrdei 1945). Een junior subjectief synoniem is Mitostoma orghidani Avram 1969 in Weiss (1996), maar er zijn ook veel andere junior-synoniemen.

## Beschrijving
De vrouwtjes worden 1,7 tot 2 mm groot, de mannetjes 1,4 tot 1,6 mm. Ze hebben kleine donkergele ogen. Maar ook lange poten, wat ongewoon is voor deze familie. Leeft onder stenen en puin in Europa, met name aan de kustlanden van de Atlantische Oceaan.